# Tarachodes taramassi
Tarachodes taramassi är en bönsyrseart som beskrevs av Giglio-tos 1907. Tarachodes taramassi ingår i släktet Tarachodes och familjen Tarachodidae. Inga underarter finns listade i Catalogue of Life.